# Bruce Lee in G.O.D 死亡的遊戯
『Bruce Lee in G.O.D 死亡的遊戯』は、2000年制作の日本・香港映画。ブルース・リーが遺した『死亡遊戯』の未使用フィルムを、関係者のインタビューや、一部再現フィルムを交えて公開した、セミドキュメンタリー作品。大串利一監督。

## 内容
『死亡的遊戯』(The Game of Death) は、1972年、リーがクライマックスのシーンのみを撮影した時点で『燃えよドラゴン』の企画が持ち上がったため中断し、のち再開の段となってリーが急死したため未完に終わった映画作品である。リーの死亡直後には『死亡遊戯』というタイトルが流布し、また、1978年に『燃えよドラゴン』のロバート・クローズ監督が中心となってリーの残したフィルムを編集をもとに作成した作品でも『死亡遊戯』の題が使用されているが、1990年代に公開されたリー本人の原案ノート、そのほかカチンコに書かれたタイトルから、リーの考えていたタイトルは『死亡的遊戯』であることが一般ファンにも判明し、現在では、『死亡的遊戯』がオリジナル作品、『死亡遊戯』は、もっぱら上記の1978年の作品を指すようになっている。
リーの『死亡的遊戯』は、当時の香港映画ではよくあったことであるが、シナリオなしで撮影が開始されており、製作・監督でもあったリーがどのような全体ストーリーを考えていたかは部分的にしか分かっていない。ただリーが残したオリジナル・フィルムは、1978年のリーがひとりで塔を登っていく『死亡遊戯』とは違い、ジェームズ・ティエン、チェン・ユアン（解元）と3人で上っていくものとなっている。本作『Bruce Lee in G.O.D 死亡的遊戯』では、このオリジナルである「3人」版で編集がなされている。『死亡遊戯』とは同じシーンの別テイクも使っている。
本作では英語で撮影が行われていたが、録音はされていなかったため、リー本人の原案ノートを参考に読唇により台詞を抽出し、声優が声を当てている。さらにその声をコンピューター加工によりリーの声に似せている。怪鳥音はリー本人のものが当てられている。
ワーナーが2000年に製作した『Bruce Lee: A Warrior's Journey』（英語版）（『ウォリアーズ・ジャーニー』）では吹替は行われず、「失われたセリフ」としてスーパー処理されているシーンがある（対ダン・イノサント戦）。なお、この作品はワーナー・ホーム・ビデオより発売され、2004年のDVD『燃えよドラゴンSPECIAL EDITION』、2007年のBlu-ray『燃えよドラゴン ディレクターズカット版』に収録されているが、現在権利期限切れにより収録不可となり実質的な廃盤扱いとなっている。
一方、本作は2003年に新たな編集とBGMの差し替えが行われたDVD版（ユン・ピョウがガイド役を務めている。）の発売後、Blu-ray版『死亡遊戯』の特典映像としてもドラマ部分をカットした後半約40分のファイトシーンが収録されているので視聴可能となっている。
本作ではカリーム・アブドゥル＝ジャバー演じるハキムが光に弱いという弱点（ロバート・クローズ版でもそれと解る描写がある）があり、それに気づいたリーが障子紙を破って外の太陽光を入れて形勢を逆転するという分かりやすい展開もある一方、ジャバーを倒したリーがそれ以上塔の上へは上がらずに昇って来た階段を下りていき、その際、外へ向かって何かを叫び、外（塔の下）からの答にさらに何か応答するといったどんなシーンか不明であった場面も使われている。外への叫びのシーンは、リーが「ゲームオーバー!」と叫んだのに対し、「まだ終わってない!」と返され「じゃあ待ってろ」と返すシーンと本作ではされている。
ジェームズ・ティエンがカリーム・アブドゥル＝ジャバー戦の最後に助けを求める叫びをあげるが、本作では「Help Me!」なのに対し、上記『ウォリアーズ・ジャーニー』では「Hai Tien!」になっている。これは、企画段階におけるブルース・リーの役名が「Hai Tien(ハイ・ティエン)」であったため。

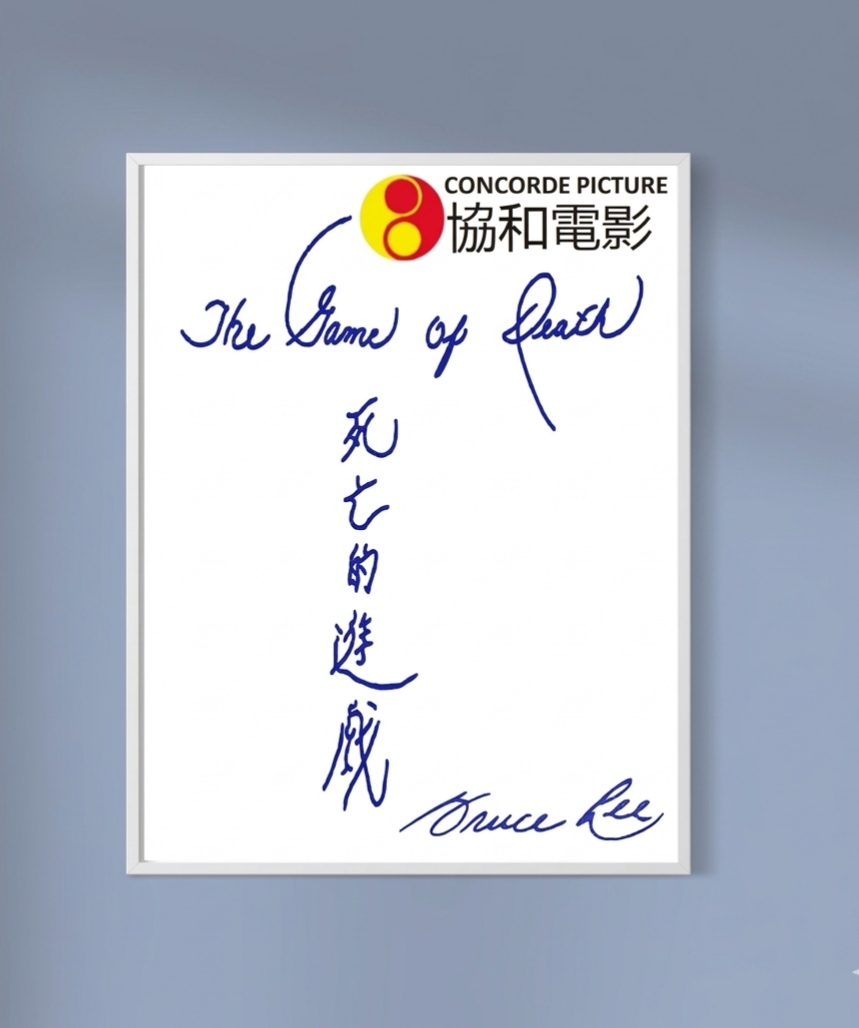